# Rue de Roubaix (Nancy)
Pour les articles homonymes, voir Rue de Roubaix.
La rue de Roubaix est une voie de la commune de Nancy, dans le département de Meurthe-et-Moselle, en région Lorraine.

## Situation et accès
Au sein du territoire communal de la ville de Nancy, la rue de Roubaix se place à sa périphérie sud-ouest, au sein du quartier Haussonville - Blandan - Donop. La voie est limitrophe des localités de Villers et Vandœuvre.
La rue traverse le quartier de la Chiennerie en reliant la rue de la Paix à la rue de la Prévoyance avec un double sens de circulation automobile en zone 30 km/h. Elle se prolonge vers le sud par la rue de l'Amiral-Guépratte.
Elle coupe la rue Joseph Laurent et dessert l'impasse Jules-Saunier.
La station du réseau Stan la plus proche est l'arrêt “ Vélodrome” à Vandœuvre-lès-Nancy de la ligne du Tramway no T1.

## Origine du nom
Elle porte le nom de la ville de Roubaix, dénommée dès sa création en hommage à cette ville nordique.

## Historique
Ancienne rue particulière ouverte en 1929-1931, dans le lotissement de la Chiennerie à l'emplacement du chenil où l'on élevait au XVIIIe siècle des chiens pour les ducs de Lorraine.
Ce lotissement est, à l'origine, une cité-jardin.
La rue de Roubaix est dénommée à sa création en 1931 et classée en 1934.

## Bâtiments remarquables et lieux de mémoire
- L'impasse “Jules-Saunier” rend hommage à Jules Saunier (1902-1973), ancien résidant du quartier, résistant durant la seconde guerre mondiale et membre fondateur du "Mouvement Populaire des Familles". Personne intègre, il anime dans le quartier l'association familiale[2].

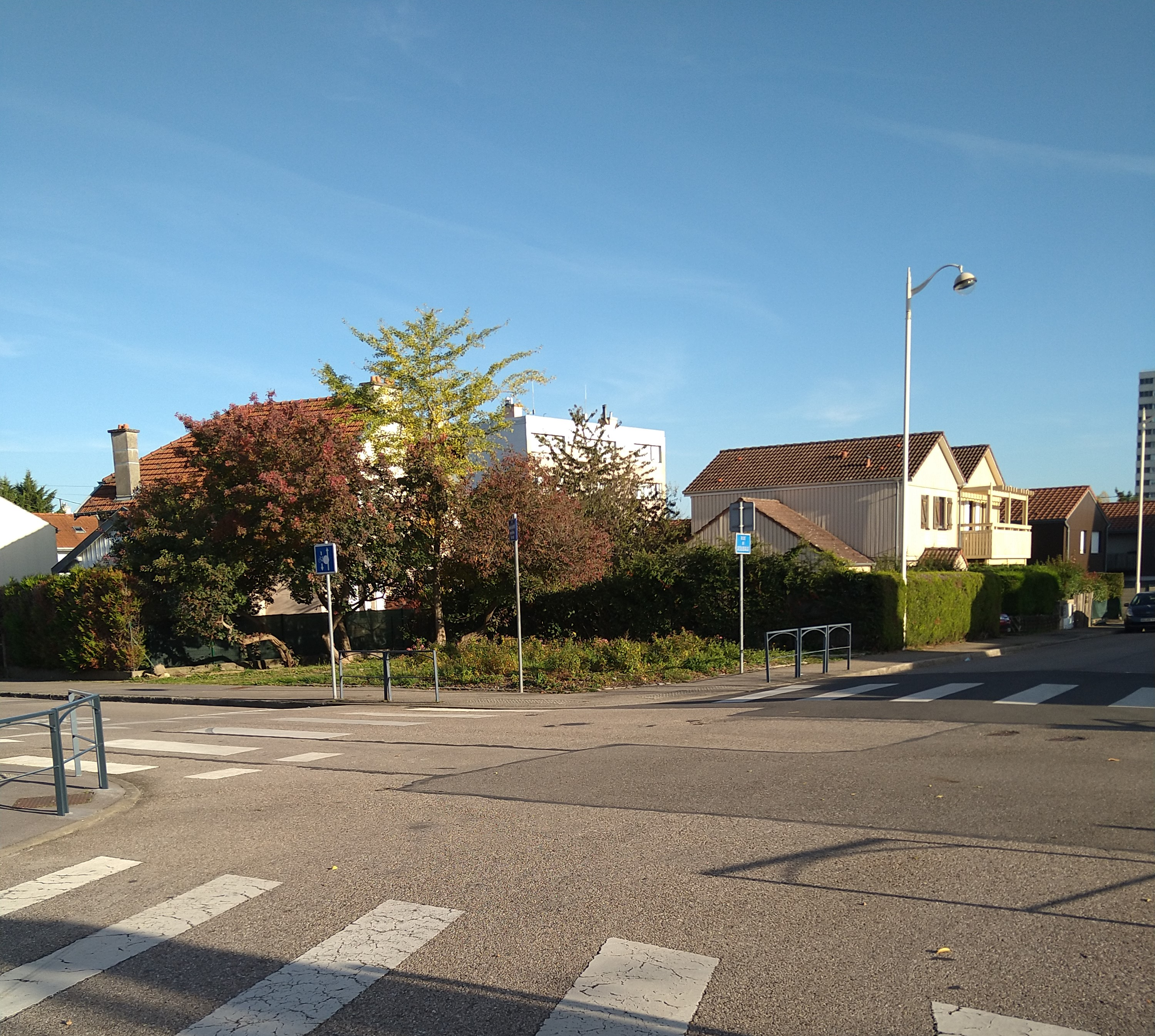
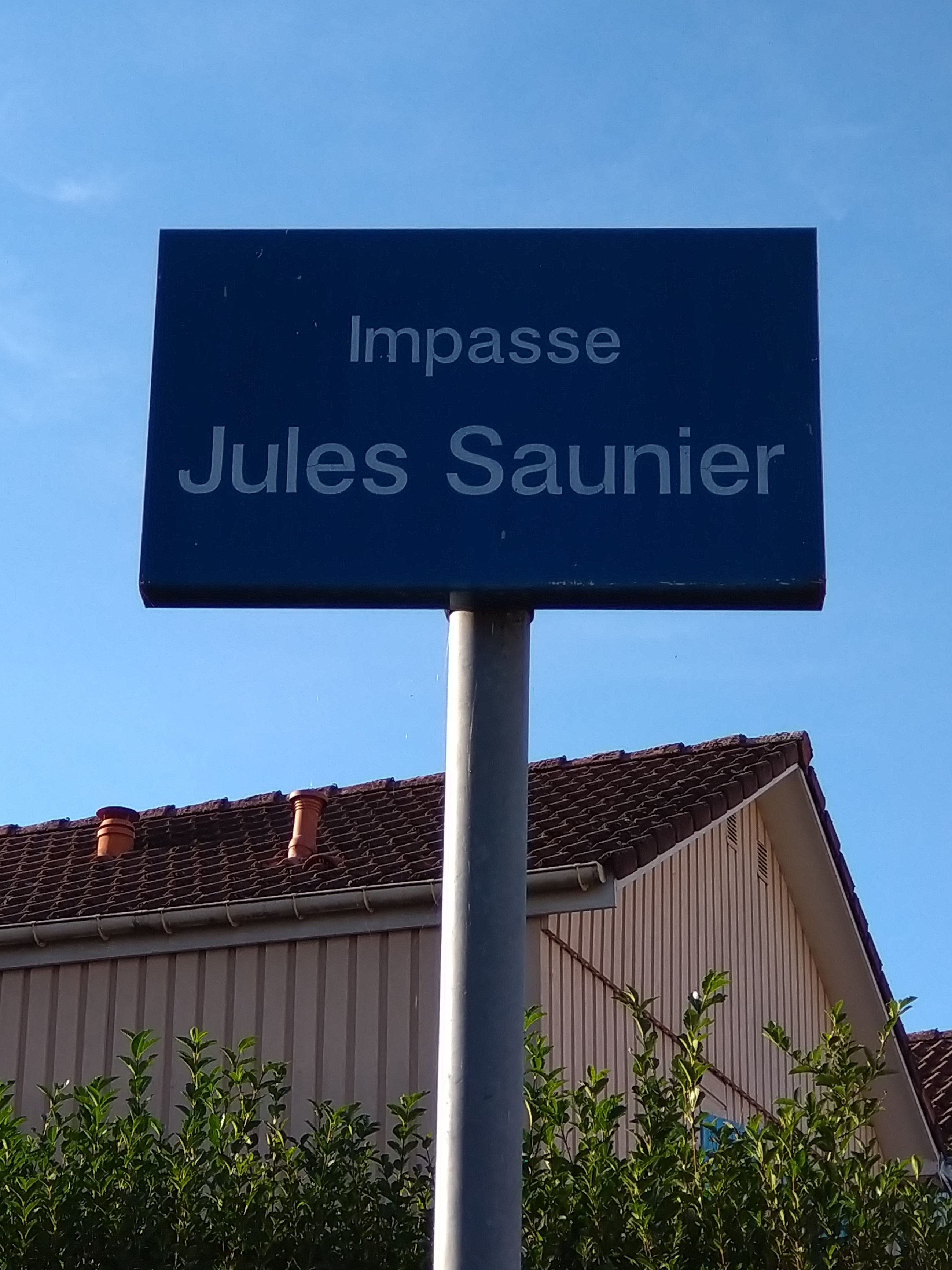
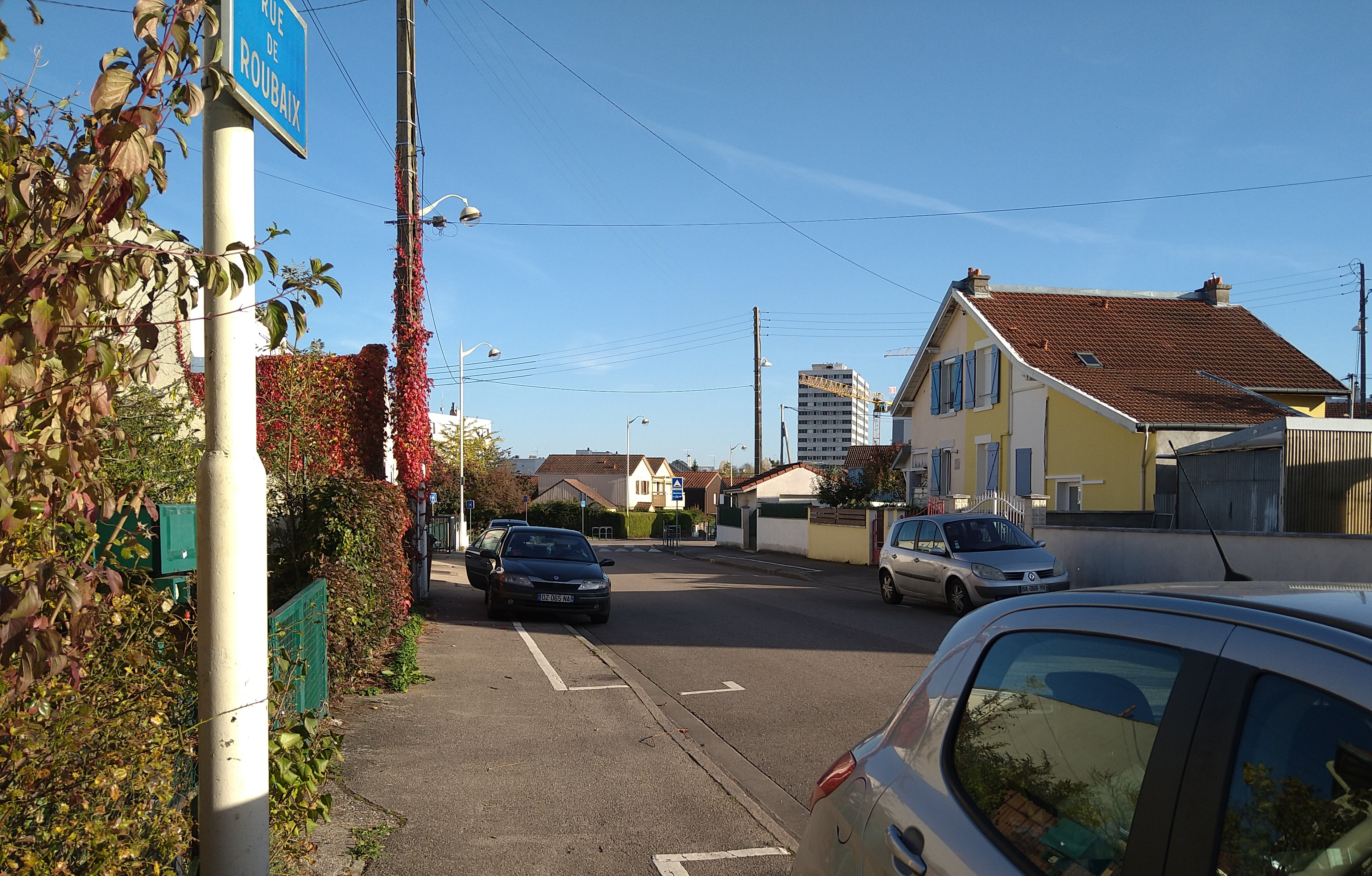

.